# Ordre du Drapeau rouge du Travail
 (avril 2025).
Si vous disposez d'ouvrages ou d'articles de référence ou si vous connaissez des sites web de qualité traitant du thème abordé ici, merci de compléter l'article en donnant les références utiles à sa vérifiabilité et en les liant à la section « Notes et références ».
Pour un article plus général, voir Titres honorifiques, ordres, décorations et médailles de l'Union soviétique.
L’ordre du Drapeau rouge du Travail (en russe : Орден Трудового Красного Знамени) est l'une des plus hautes décorations civiles soviétiques. Elle est l'équivalent civil de l'ordre du Drapeau rouge réservé aux militaires.
Cette décoration était décernée pour des actes de bravoure et de performance au travail. Elle pouvait récompenser des citoyens mais aussi collectivement des villes ou des usines.

## Historique
L'Ordre du Drapeau rouge du Travail de la fédération russe a été créé le 28 décembre 1920. L'équivalent pour l'ensemble des républiques soviétiques a été instauré le 7 septembre 1928 et approuvé par un autre décret le 15 septembre 1928.

## Types
Il existe plusieurs types de cette décoration.
| Type 1 (avers) | Type 2 (avers) | Types 3 à 6 (avers) |
| -------------- | -------------- | ------------------- |
|                |                |                     |
| 1931 - 1936    | 1936 - 1943    | 1943 - 1991         |